# 淋病奈瑟球菌
淋病奈瑟球菌又稱淋病奈瑟菌、奈瑟氏球菌、淋病雙球菌、简称淋球菌（gonococcus），是導致淋病的病原菌，和腦膜炎奈瑟菌同屬於革蘭氏陰性的奈瑟菌屬。淋球菌为好氧细菌，不具备移动性，呈卵圆形或肾形，成双排列，常位于多形核白细胞胞质内，慢性期则在细胞外。人是唯一自然宿主，多侵犯尿道黏膜引起泌尿生殖系统感染。
实验室中一般在巧克力细菌培养基（成分为高压加热的血琼脂）上培养淋球菌，以满足其复杂的营养需要；加入二氧化碳可加速其生長。

## 致病性
淋球菌只感染人类，通过口交、肛交與陰道性行為传播。 其菌毛黏附到生殖道、尿道、消化道的黏膜上皮细胞，仅100对细菌就能引发感染。越过上皮细胞后，淋球菌主要通过胞吞作用进入中性粒细胞内生长繁殖，并分泌过氧化氢酶对抗中性粒细胞的免疫反应。 淋球菌还可以分泌蛋白酶溶解抗体凝集物，从吞噬作用中存活。
男性被淋球菌感染的风险显著低于女性，但症状比女性更为严重，往往引发急性尿道炎，伴随排尿困难和剧烈疼痛，且有機會罹患前列腺癌。 在感染淋球菌的女性中，50%人群不出现明显症状。淋球菌无法附着于阴道细胞上，相对地，它们小概率可以通过子宫颈进入子宫内，引发骨盆腔发炎。
在分娩过程中，从产道感染淋球菌的新生儿还会患结膜炎，病情在2~5天内发作。 对于确诊的新生儿，应在一小时内使用抗生素（如红霉素）眼膏进行预防。 硝酸银溶液虽然有抗菌效果，但本身也可能造成结膜炎，因此一般情况下不再使用。

## 治疗
淋病對青黴素、四环素、红霉素及氨基糖苷类抗生素有抵抗力，現在常用頭孢曲松鈉（ceftriaxone）（第三代頭孢菌素cephalosporin ）、阿奇霉素、多西环素进行治疗。 由于淋球菌表面抗原的高频突变，人体对淋球菌不形成长期特异性免疫，因此被感染过的人依然可能多次重复感染。 其菌株繁多，疫苗的研发也未有突破。最有效的预防措施依然是进行安全性行为。
怀疑收到淋球菌感染的病人，也应接受衣原体（Chlamydia）检测，因为淋球菌可能激活休眠中的衣原体，造成协同感染。

## 外部連結
- 微生物免疫學-Neisseria gonorrhoeae(淋病奈特氏菌) （页面存档备份，存于）